# توني فرانس
توني فرانس (بالإنجليزية: Tony France)‏ هو لاعب كرة قدم بريطاني، ولد في 11 أبريل 1939 في شفيلد في المملكة المتحدة. لعب مع دارلينجتون إف سى وستوكبورت كونتي وهدرسفيلد تاون.